# Quemchi
Quemchi é uma comuna chilena, situada na província de Chiloé, região de Los Lagos. Tem 440 quilômetros quadrados. Segundo censo de 2017, tinha 8 352 residentes.